# Grevskabet Scheel
Grevskabet Scheel var et grevskab på Djursland, der tilhørte adelsslægten Skeel (Scheel). Major Christen Skeel fik 1. oktober 1725 af kong Frederik 4. tilladelse til at oprette grevskabet, der i henhold til erektionspatentet skulle nedarves i Christen Skeels efterkommere "uadskilt, uskiftet og udelt fra den ældste til den ældste, så længe nogen af mandelinjen og på sværdsiden til er efter første fødselsret". 
Grevskabet bestod ved oprettelsen af hovedgårdene Sostrup, Skærvad, Ørbækgaard, Steensmark, Debildhede, Skiern og Karmark. Disse ejendomme havde en samlet størrelse på 2.320 tønder hartkorn. Et grevskab skulle minimum bestå af 2.500 tønder hartkorn, hvorfor greven i første omgang ikke kunne opnå den for grevskaber tilknyttede skattefrihed. I det følgende erhvervedes dog en del supplerende jord, således grevskabet fik samlet 2.523 tønder hartkorn. 
Grevskabet havde 3 lensbesiddere:
- 1. oktober 1725 til 26. februar 1731 greve Christen Skeel
- 26. februar 1731 til 5. marts 1786 greve Jørgen Scheel (søn af ovennævnte)
- 5. marts 1786 til 13. oktober 1815 greve Jørgen Scheel (sønnesøn af ovennævte)

Den sidste lensbesidder greve Jørgen Scheel formøblede hele formuen gennem et ufatteligt overforbrug, der til sidst ruinerede ham. Grevskabet blev derfor med kongelig tilladelse ophævet 5. juni 1807, hvorefter greven kunne afhænde godserne for at dække sin gæld.